# Хадамар (аббат Фульды)
Хадамар (Hadamar, O.S.B., также известный как Hadamaro Fuldensi, Adhemar, Ademaro, Adimaro, Hadamaro, Hadamarus; умер 25 мая 956) — католический церковный деятель X века. Впервые упоминается в качестве монаха Фульдского аббатства в 919 году, в декабре 927 становится аббатом. В 932 году участвовал в Эрфуртском синоде. Четырежды путешествовал в Рим. В 946 году стал кардиналом-пресвитером.